# Antonio José Herrero Uceda
Antonio José Herrero Uceda, né le 8 novembre 1953 à Ceclavín, dans la province de Cáceres, est un peintre et illustrateur espagnol. Il est également astrophysicien.

## Livres illustrés
- El alma de los árboles (arbres âme): (aquarelles), 2005 et 2008.
- Los árboles del bosque de la Calma (Les arbres forestiers calme): (aquarelles), 2009.
- Extremadura en el corazón (Extremadure dans le cœur), 2011.
- Ciencia en grageas (Dragees scientifiques): (technique mixte), 2012.
- Mi Extremadura, (Mon Extremadura): 2012.
- Ciencia exprés (science express) (technique mixte), 2013.
- Ceborrincho, relatos extremeños, (histories extremeños), 2013.
- Mamaeña, relatos extremeños, (histories extremeños), 2015.
- Vive la Fiesta del árbol (Vie l'arbre partie): (aquarelles et technique mixte), 2017